# Santanita (agrupación)
El Conjunto Gaitero "Santa Anita", mejor conocido como "Santanita", fue una destacada agrupación musical de la ciudad de Maracaibo, capital del Estado Zulia, situado al occidente de Venezuela. Durante su existencia se dedicó a ejecutar y difundir la gaita de furro, género musical representativo del Zulia, al igual que otros géneros musicales de dicha región como la parranda, la gaita tamborera y, eventualmente, la danza, destacándose por sus innovaciones melódicas y percutivas durante su fecunda trayectoria.

## Orígenes e historia
Santanita fue fundado el 26 de julio de 1964 entre el antiguo Matadero Municipal de Bella Vista y el Hospital Psiquiátrico, ambos situados en la ciudad de Maracaibo. Sus fundadores fueron Miguel Mora (solista, Director y Propietario), José Mora (solista), Oswaldo Vera, Rómulo Semprún y Carlos Arias (cuatristas), Gladys Vera (solista y furrera) y Nerio Guerra (furrero), Nerio Granadillo (D.E.P.) y Jorge Salcedo (tamboreros), Lino Hernández y Orlando Suárez (charrasqueros), y William Salcedo y Francisco Fernández (maraqueros). Como representantes tuvo a Jairo Salcedo, Wolfang Larreal y, más luego, Jairo Angarita.
La fecha de fundación correspondía, según el santoral cristiano católico, al día de Santa Ana. La autoría de la denominación del conjunto pertenece a uno de sus solistas fundadores, José Mora, quien, ser consultado sobre el nombre que le gustaría para el grupo dijo, “Hoy es día de Santa Ana, y mi madre se llama Ana, por lo que el conjunto se llamará Santa Anita”. Posteriormente en la década de 1970, simplificó su denominación a Santanita, nombre este con el cual mejor se le conocería.
Más adelante se incorporaron otros solistas que sobresaldrían como importantes intérpretes de la gaita, tales como: Raiza Portillo (D.E.P.), Ricardo Hernández, Danelo Badell, Astolfo Romero (D.E.P.), Alberto Villasmil, José “Cheo” Beceira, José Isea, Oscar Quintero, Sundín Galué (D.E.P.), Jesús “Chuchín” Ferrer, Hermilo Suárez, Marvin González, Jhony Campos, Ramón Rosado, Pedro “Perucho” Espinoza, Omar Ferrer, Elvis Nucette, Omar Ávila, David Rivera, Eddy Méndez, Heberto Flores, Emilio Espina, Alfredo Morillo, Pablo García, Richard Castro, Carlos Méndez e Iván Bracho.
Así mismo, llegaron a formar filas en Santanita los siguientes instrumentistas: Rómulo Enrique Semprún, Marcelo Gotera (D.E.P.), Argenis León, William Larreal, Francisco “Pancho” Fuenmayor, Edgar Herrera (D.E.P.), Enrique Vivas (D.E.P.), Sundín Galué (D.E.P.), William Molina “Caraota”, Hugo Morales (D.E.P.), Heberto Morales, Tubalcaín Morillo, Charles Petit, Fernando Domínguez, Ramón Hernández, Enrique Báez, Luis Portillo, Luis “Lucho” Moreno, Diógenes Madrid, Ricardo Hernández, Edison Tremont, Antonio Espina “El Mandril” (D.E.P.), Jesús Reyes, Luis "Chito" Sulbarán, Hugo Bohórquez, Alberto Carruyo, William Nava Soto, Edwin Carrasquero “Sopita”, Luben Luzardo, José Luis Suárez, Alejandro Ávila (D.E.P.), Gustavo Marcuccí, Oscar Rodríguez, Gregorio Ávila, Manolo Morales, Mervin Sánchez, Douglas González, Ovelio Ávila, Rafael Salas, Gerardo “Lalo” Romero, Juan Carlos Viloria, Miguel Ortega, Juvert Pérez, Humberto Áñez, Elvis Olmos, Adulfo Ortiz, Nelson Velazco, Jesús Ortega, Eduardo Gómez, Jorge Pérez, Enghel Luzardo y Felipe Sánchez.
Durante el final de la década de 1960 y principios de la década de 1970, la promoción artística de Santanita estuvo en manos de Henry José Chirinos, a quien se le debe, entre otras acciones, el alto impacto comunicacional de La bella del Tamunangue y La otra tamborilera, dos de los tantísimos éxitos musicales de Santanita correspondientes a las décadas de 1960 y 1970, respectivamente. Luego la promoción estuvo a cargo de José Miguel Marín. Posteriormente, Jota Vé Machado (nombre artístico de Juan Vené Machado, hijo del homónimo y reconocido periodista deportivo) se convertiría en su siguiente promotor, y con él, Santanita alcanzó enorme proyección. En la etapa final de la agrupación, tuvo como representantes artísticos a Santos Nucette y Tony “El Tigre” Fernández.

## Integrantes destacados e innovaciones musicales
Una de sus más insignes integrantes fue la solista Raiza Portillo y fue tanto su éxito que fue bautizada como “Raiza de Venezuela”. Desde sus inicios, Santanita obtuvo importantes galardones en razón de sus éxitos musicales, entre ellos: Premio Espectáculo (1968), Mara de Oro (1971), Micrófono de Oro y otros. Tras separarse Raiza del conjunto al terminar la temporada 1969, toma su lugar de manera definitiva Gladys Vera, quien se desempeñaba hasta el momento como furrera y solista respectivamente, y quien haría gala de su espléndida y portentosa voz en las siguientes décadas de existencia del Santanita, al punto de consagrarse como su solista estrella y ganarse el título de “La Eterna Reina de la Gaita”.
Sin embargo, como se dijo, este no fue el inicio de la carrera de Gladys Vera como solista gaitera, como hasta el momento se ha creído. Gladys grabó en el primer elepé de Santanita (1966) las gaitas Suenen campanitas y Último aliento. En 1967 graba Con sabor tradicional a dúo con Oswaldo Vera y en 1968 El barquero, a dúo con Miguel Mora. Sólo en 1969 no grabó como solista, y Raiza Portillo había ingresado al grupo en 1968. Cuando esta se separa del conjunto en 1970, Gladys vuelve a ser la solista femenina de Santanita, y así continuó hasta la desaparición del grupo.
Entre las primeras innovaciones de Santanita destacan la conversión al ritmo de gaita de canciones folclóricas venezolanas como: Las campanas de San Juan, La bella del Tamunangue, El gavilán (interpretadas por Raiza Portillo), La morenita, La arenita del río, La mula amarilla y Adiós para no volver (interpretadas por Gladys Vera). Ya en la década de 1970, Santanita fusiona la melodía costumbrista con los sonidos vanguardistas e innovadores derivados de la música electrónica (expresada en el pop y el rock) y la onda nueva.
Su larga trayectoria fue muy importante para la gaita, ya que aportaron muchos éxitos en sus temporadas y destacaron en su percusión gracias al ingenio de grandes tamboreros, Wiliam Ricardo Larreal Gonzalez y William “Caraota” Molina, primero, y luego Hugo Bohórquez y William “Caraota” Molina. Así como Antonio Espina “El Mandril”, reconocido charrasquero del Zulia, capaz de sostener un ritmo con sostenida e invariable velocidad hasta quedar agotado. Sobresaldría también de este conjunto gaitero su polifonía coral y su coreografía eficazmente sincronizada.
Debido a lo anteriormente señalado, el colorido musical de Santanita se caracterizó por los arreglos trancados tanto en la armonía como en la percusión. Las vocalizaciones bien ensayadas lograban un sonido de mucha calidad y atractivo. Pudiéramos decir que supieron esgrimir las influencias de Guaco y Estrellas del Zulia en fusiones coherentes hasta alimentarse como agrupación.

## Éxitos musicales
Entre sus temas más conocidos se encuentran:
- Antojo de antaño (1966)
- Viva la gaita (1968)
- La bella del Tamunangue (1968)
- El Gavilán (1969)
- Las Campanas de San Juan (1969)
- Abajo cadenas (1969)
- Homenaje a Urdaneta (1969)
- La guajira (1969)
- La gaita no ha muerto (1970)
- La Morenita (1970)
- La piedra justa (1970)
- La arenita del río (1971)
- La mula amarilla (1971)
- La protestona (1972)
- Al estudiante (1972)
- La Tamborilera (1972)
- Pueblo Pisao (1973)
- Dale, dale (1973)
- La otra Tamborilera (1973)
- Nuevo Saladillo (1973)
- Son Sabroso (1974)
- Mi Orgullo (1974)
- Joya diamantina (1974)
- Adiós para no volver (1974)
- Gaita para siempre (1975)
- Tambora (1975)
- Gaita y Lago (1975)
- La guachafita (1975)
- Bella y Perdida (1975)
- La Antorcha (1976)
- Amor Marginal (1976)
- El aguardiente (1976)
- Por eso gaita (1977)
- Galante y Coqueta (1978)
- Mi gentilicio (1978)
- No es cualquier cosa (1978)
- Canaima (1978)
- Ciudad de los Caballeros (1978)
- Estampas (1979)
- Contrapunteo (1979)
- San Juan (1979)
- Siempre estaré contigo (1979)
- Latinoamericano (1979)
- Al que le toca, le toca (1980)
- Anhelo (1980)
- Eterna Gaita (1980)
- Déjame arrullarte (1980)
- El negro santanitero (1980)
- Mis gratos recuerdos (1981)
- Bella tradición (1981)
- Odio fiero (1981)
- Tamborera latina (1981)
- Soy venezolana (1982)
- Si queréis te vais (1982)
- La gaita en lejanos lares (1982)
- Eternamente (1983)
- Cuando el amor se va (1984)
- Cantar, siempre cantar (1984)
- Mi ruego a la China (1984)
- Gaita florida (1984)
- Nuestra identidad (1984)
- Mi vieja Plaza Baralt (1985)
- La Vená (1986)
- El Baúl (1987)
- Tañir Zuliano (1987)
- Nosotros (1987)
- Mis amigas (1987)
- Cántame una gaita (1987)
- Mi China en Caracas (1987)
- La genuina (1987).

## Decadencia y desaparición
La década de 1980 constituyó la mejor para el conjunto Santanita, y lo fue hasta 1984, fecha en la cual cesaron las grabaciones ininterrumpidas y comenzaron las dificultades, las cuales fueron netamente económicas. Miguel Mora, su Director Propietario, no podía sostener los gastos que el grupo generaba, y los sellos disqueros no ofrecieron su respaldo a Santanita, pues su estilo musical no les resultaba comercialmente llamativo.
Por ello, durante el bienio 1985 – 1986 no pudieron grabar producciones propias por carencia de recursos monetarios, pero se mantuvieron en la palestra realizando presentaciones artísticas y grabando en las ediciones del Festival Musical Industrias Pampero “Una Gaita para el Zulia” de dichos años, no olvidando que ya participaban en dicho festival desde 1984.
En 1987, Santanita edita su último elepé e impone nuevos éxitos (los últimos de su trayectoria). Simultáneamente, participa por última vez en el Festival Musical Industrias Pampero “Una Gaita para el Zulia”. Al concluir aquella temporada su Director Propietario, Miguel Mora, asume la insostenibilidad del conjunto, pero las presentaciones continuaron hasta que él mismo decidió mantener al grupo en receso, lo cual ha continuado hasta la presente fecha. Esa fue la desaparición del conjunto Santanita.

## Intentos de reaparición y homenajes
Allende su desaparición, no han faltado los intentos de reconstituir a Santanita, pero han sido infructuosos. A principios de la década de 2000 se conforma la agrupación “Proyecto Gaita”, en la cual varios exintegrantes de Santanita, encabezados por su charrasquero Antonio Espina “El Mandril”, se reunieron y grabaron dos producciones donde fueron nuevamente versionados varios de los éxitos de “El Glorioso Santanita”, adjetivo con el cual la legendaria agrupación gaitera es conocida.
Así mismo, en 2013, la destacada solista gaitera, Massiel Morales, y el compositor, vocalista e instrumentista gaitero, Édixon Ochoa, fundan el Conjunto Gaitero “La Genuina”, el cual ha rendido un homenaje al Conjunto Gaitero Santanita mediante la adopción a grandes rasgos de su estilo musical y la grabación de una producción musical contentiva de las gaitas inéditas “Al Glorioso Santanita” (2013) y “Las Voces Santaniteras” (2014), además de una selección de clásicos nuevamente versionados del afamado conjunto, contando para ello con la inclusión de Jhony Campos, José Isea, Hermilo Suárez, Marvin González y William “Caraota” Molina, prominentes figuras de “El Glorioso Santanita”.